# Wirów (przystanek kolejowy)
Wirów – nieczynny przystanek kolejowy w Wirowie w powiecie gryfińskim, w województwie zachodniopomorskim, w Polsce.